# Anna Ingrisch
Anna Ingrisch Krasnik (født 28. marts 1989 i Nuuk, Grønland) er en dansk radiovært og  journalist i Danmarks Radio. Hun har siden 1. december 2021 været vært i DR’s nyhedspodcast Genstart .

## Karriere
Hun er uddannet cand.scient.adm. med speciale i EU-forvaltning fra Roskilde Universitet i 2015. Hun har tidligere arbejdet på DR2-programmet Deadline, DR P1 og DR P3. Derudover var hun også radiovært på Radio24syv-morgenprogrammet 'Reporterne' sammen med Asger Juhl. Før hendes rolle som podcastvært på 'Genstart', var hun også TV-vært på Besserwisserne hos TV2 News.

## Privatliv
Hun har siden 2017 været gift med journalist og TV-vært Martin Krasnik, med hvem hun har tre børn.